# ʿAlī al-Riḍā

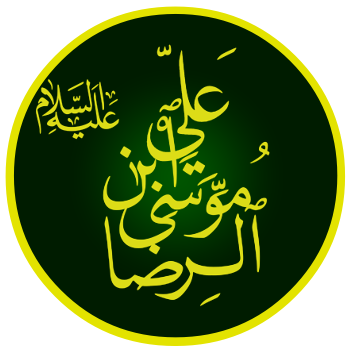
Testo arabo con il nome di Ali ibn Musa e uno dei suoi titoli, "al-Rida"

Abū l-Ḥasan ʿAlī ibn Mūsā al-Riḍā o Imām ʿAlī al-Riḍā (in arabo أبو الحسن علي بن موسى الرضا), noto in Iran con il nome di ʿAli pesar Mūsā Reżā (persiano علی پسر موسی رضا) o Emām Reżā (Medina, 29 dicembre 765 – Tus, 5 settembre 818) è stato l'ottavo Imam sciita duodecimano e alauita.

## Storia

### Infanzia
ʿAlī al-Riḍā, figlio del settimo Imām Mūsā al-Kāẓim, venne alla luce un mese dopo la morte di suo nonno Jaʿfar al-Ṣādiq. Suo padre morì avvelenato in carcere per volere del Califfo abbaside Hārūn al-Rashīd nel 799, ʿAlī al-Riḍā aveva allora 35 anni.

### Imamato
Come gli Imam precedenti ʿAlī al-Riḍā iniziò il suo imamato restando nell'ombra, impegnato negli studi religiosi e scientifici a Médina, per cautelarsi dalla repressione condotta contro l'Ahl al-Bayt degli Abbasidi. Hārūn al-Rashīd vietò, invano, ai medinesi si rendergli visita e di seguire il suo insegnamento.
Alla morte di Hārūn al-Rashīd i suoi due figli furono coinvolti in una sanguinosa guerra civile per il Califfato. Il primo, al-Amīn, figlio di Zubayda bint Jaʿfar, nipote del Califfo al-Mansūr, ebbe il sostegno degli Arabi; il secondo, al-Maʾmūn, figlio della schiava persiana Marājil, fruì dell'appoggio dei Persiani. Al-Amīn succedette regolarmente a suo padre nell'809 ma, per vari motivi (su cui si veda Guerra civile tra al-Amin e al-Ma'mun), scoppiò presto una guerra fratricida, conclusasi con l'affermazione di al-Maʾmūn e la morte di al-Amīn nell'813.
Il nuovo Califfo abbaside al-Maʾmūn sembrò cambiare completamente orientamento nei confronti degli sciiti. Pensando che i suoi sostenitori persiani fossero favorevoli agli Hashemiti, chiese il sostegno di ʿAlī al-Riḍā e lo invitò a raggiungerlo nella sua capitale di Merv. Nell'818 ʿAlī al-Riḍā raggiunse al-Maʾmūn, lasciando a Medina solo suo figlio Muḥammad al-Taqī e sua moglie. Le dimostrazioni di considerazione riservategli dal Califfo suscitarono l'ostilità da parte dei notabili arabi.
Al-Maʾmūn designò addirittura ʿAlī al-Riḍā come suo successore al Califfato, ricomponendo così la gravissima frattura prodottasi all'indomani della vittoria contro gli Omayyadi, quando gli Alidi rimasero profondamente delusi dall'assunzione del Califfato da parte dei loro parenti abbasidi. Tale successione fu suggellata da un matrimonio fra il figlio di ʿAlī al-Riḍā e la figlia di al-Maʾmūn, un cui figlio avrebbe potuto radunare le due anime del movimento che aveva portato alla fine la dinastia omayyade, in nome dei diritti della "Gente della Casa" (Ahl al-Bayt). Il colore cerimoniale abbaside (nero) fu di conseguenza cambiato nel verde tipico degli Alidi e tutto ciò non mancò di suscitare malumori e persino alcuni torbidi fra i sunniti filo-abbasidi.
Ma ʿAlī al-Riḍā era abbastanza più anziano del Califfo e morì, com'era prevedibile, prima di al-Maʾmūn, nella città di Tus, dove al-Maʾmūn s'era recato per rendere omaggio alla tomba del padre, morto lì mentre si recava con il figlio in Khorasan per reprimervi una rivolta.
La morte fu attribuita a una forma di dissenteria dopo che ʿAlī ebbe mangiato un'eccessiva quantità di uva ma su tale morte, secondo la consuetudine (abbastanza giustificata) degli sciiti, non mancarono i sospetti di un furbesco avvelenamento ordinato segretamente dal Califfo abbaside. L'Imam fu inumato a fianco della tomba del Califfo Hārūn al-Rashīd, l'assassino di suo padre.

### Dopo la morte
Gli sciiti edificarono un mausoleo per celebrare il martirio (in arabo مشهد‎?, mašhad di ʿAlī al-Riḍā e tale santuario determinò il nome dell'attuale città iraniana di Mashhad, la nuova capitale della provincia del Khorasan.
Il pellegrinaggio si guadagnò una fama straordinaria fra gli sciiti, dal momento che ʿAlī al-Riḍā è l'unico Imam inumato in territorio iranico, cosa ancor più rilevante dopo la Rivoluzione Islamica del 1979, dal momento che agli sciiti iraniani fu vietato l'accesso in territorio iracheno per il pellegrinaggio alle Città Sante sciite di Najaf e di Kerbela (luoghi di sepoltura di ʿAlī e di al-Ḥusayn, oltre che ai Luoghi Santi sauditi di Mecca e Medina.
Fatima bint Musa, sorella di ʿAlī al-Riḍā è sepolta a Qom, fatto che rende questa città il secondo luogo di pellegrinaggio in Iran e il più importante centro di studi religioni di tutto lo sciismo iraniano.
Ibn Baṭṭūṭa racconta di una sua visita alla tomba di al-Riḍā: